# Stefan Wolffbrandt
Stefan Hafstein Wolffbrandt (født 3. september 1966 i Faxe) er musiker og kommunalpolitiker for Socialdemokratiet i Samsø Kommune.

## Baggrund
Stefan Wolffbrandt voksede op på Sydsjælland, i Toksværd, Holmegaard Kommune i en søskendeflok på fire drenge. Som 15-årig tog han alene til Berkeley, CA, USA hvor han gik i 11. kl. på Berkeley High School og studerede jazz-guitar og kom tilbage til Danmark i sommeren 1983.
Fra 1991-1993 var han rytme-/twang-guitarist i orkestret Local Yokals som var opstået i forbindelse med Musikfabrikken Phønix i Næstved. Han flyttede til København i januar 1994 og var i efteråret samme år var han med til at starte kopi-bandet tv2-Jam. 

## Musik
I perioden 1995-1997 skrev Wolffbrandt en del engelske sange til S.O.A.P. som bestod af Saseline og Heidi Sørensen. De spillede en del af hans sange live og blev opdaget af produceren Remee, da de spillede på Bakken i København, hvorefter de hittede i 1998 med debutalbummet Not Like Other Girls, skrevet og produceret af Remee og Holger Lagerfeldt.
I 1998 udgav Wolffbrandt en maxi-cd med fire numre, Nøglen til frihed, indspillet i Sweet Silence Studio og mixet af Flemming Hansson. Med på cd'en var holdet bag tv2-Jam, Steen Andersen, guitar, Jan Vejling, keyboards, Nete Sabber Jensen, bas og Terje Barnholdt, trommer. Samtidig med dette flyttede han til Samsø.
Wolffbrandt arbejdede med nye tekster og kompositioner og indspillede albummet Stort & Småt (2001) i Dansebjerg Studiet på Samsø. Med sig på dette album havde han Søren Jacobsen (Backseat), Helge Solberg (Rocazino), Kasper Langkjær (senere Danser med Drenge) og produceren Mike Stewart fra Texas (Poul Krebs). Albummet Stort og småt blev udgivet den 15. juni 2001, og indeholder 12 sange om håb, glæde og kærlighed og har kun dansktekstede sange.
I juni 2015 udgav Stefan Wolffbrandt cd'en Glad I låget og i 2019 Kommet Hjem

## Andre aktiviteter
Stefan Wolffbrandt flyttede han til Samsø i 1999 og har siden bidraget meget til øens kulturelle og politiske liv.
Wolffbrandts samling af omkring halvtreds Austin biler blev i 2007 grundlag for Samsø Austin Museum, verdens eneste museum for Austin biler. Museet blev sat til salg i 2016 og de nye ejere lod samlingen indgå i Samsø Tekniske Museum, et nyt teknisk museum på Samsø.
Stefan Wolffbrandt var fra november 2011 til oktober 2013 var den første formand i Samsø Oplevelses Aktører (SOA) og sad som organisationens repræsentant i Samsø Markedsføringsudvalg i perioden maj 2012 til oktober 2013. 
Wolffbrandt var med til at starte Samsø Bæredygtig Festival i maj 2014. 
Stefan Wolffbrandt tog initiativ til Samsø Elbil Forening i februar 2014, hvor målet er at halvere antallet af forurenende biler på Samsø, og blev foreningens første formand.
Stefan Wolffbrandt er, sammen med Ann Nørgaard, initiativtager til Samsø Børne Festival som afholdes hvert år i uge 27 på Samsø.

## Politik
Wolffgang stillede i 2013 op til kommunalvalget i Samsø for SF uden at blive valgt. Ved kommunalvalget i 2017 stillede han op for Socialdemokratiet og blev valgt med kun 20 stemmer. Det var det laveste antal stemmer, der sikrede valg for en opstillet ved den danske kommunalvalg i 2019. Han opnåede ikke genvalg i 2021.